# Woman Worldwide
Woman Worldwide è un album di remix del gruppo musicale francese Justice, pubblicato nel 2018.
Il disco ha vinto il Grammy Award al miglior album dance/elettronico nell'ambito dei Grammy Awards 2019.

## Tracce
1. Safe and Sound – 7:32
2. D.A.N.C.E. – 3:16
3. Canon x Love S.O.S. – 4:47
4. Genesis x Phantom – 4:45
5. Pleasure x Newjack x Civilization – 5:38
6. Heavy Metal x DVNO – 4:43
7. Stress – 5:48
8. Love S.O.S. – 4:45
9. Alakazam ! x Fire – 6:09
10. Waters of Nazareth x We Are Your Friends x Phantom 2 – 6:31
11. Chorus – 6:04
12. Audio, Video, Disco – 6:17
13. Stop – 4:26
14. Randy – 7:33
15. D.A.N.C.E. x Fire x Safe and Sound – 6:22